# Kem bột bánh quy chip sô cô la
Kem bột bánh quy chip sô cô la (tiếng Anh: Chocolate chip cookie dough ice cream) là một hương vị kem phổ biến, trong đó khối bột bánh quy sô cô la chip được nhúng trong Kem vani.

## Lịch sử
Bánh quy kem sô cô la chip được cho là có nguồn gốc từ năm 1984 tại "cửa hàng xúc xích" đầu tiên của Ben & Jerry ở Burlington, Vermont, từ một gợi ý ẩn danh trên bảng gợi ý hương vị của họ. Năm 1991, Ben & Jerry bắt đầu bán những loại rượu có hương vị nhanh chóng trở nên phổ biến với người tiêu dùng. Đến năm 1992, bột bánh quy sô cô la chiếm 20% tổng doanh số bán kem của công ty và các nhà sản xuất kem khác như Dreyer's và Mrs. Fields bắt đầu tạo ra các phiên bản hương vị của riêng họ.

## Chuẩn bị
Bắt đầu từ năm 1990, Rhino Foods đã sản xuất bột bánh quy được sử dụng cho kem bột bánh quy sô cô la của Ben & Jerry. Họ đã phát minh ra một kỹ thuật để duy trì tính nhất quán 'nhai' của bột bánh quy khi đông lạnh, mà người sáng lập mô tả là một "bước đột phá công nghệ".
Do những rủi ro về sức khỏe khi ăn bột bánh quy thô, bột được sử dụng trong kem bột bánh quy được tiệt trùng và xử lý nhiệt. Vì lý do này, bột không thích hợp để nướng.